# Epica (band)
Epica (uitspraak: Èpica) is een Nederlandse band uit Reuver bestaande uit Simone Simons (zang), Mark Jansen (grunt en gitaar), Coen Janssen (keyboards), Rob van der Loo (basgitaar), Ariën van Weesenbeek (drums) en Isaac Delahaye (gitaar). De band, die een mengeling van gothic en symfonische metal brengt, is gevormd rond Mark Jansen, die tevens tekstschrijver en componist is. Het gevarieerde geluid van de band is afkomstig van verschillende culturen, beïnvloed door film- en musicalmuziek. Ook ligt het in het verlengde van melodische metal, powermetal en neigt het door de vrouwelijke zang naar bands zoals Within Temptation, Nightwish, The Gathering en After Forever. Kenmerkend zijn ook de filosofische teksten van Mark, die brede thema's beslaan en ook reflecteren op actualiteiten als de moord op Pim Fortuyn, en de aanslagen van 11 september 2001.

## Biografie

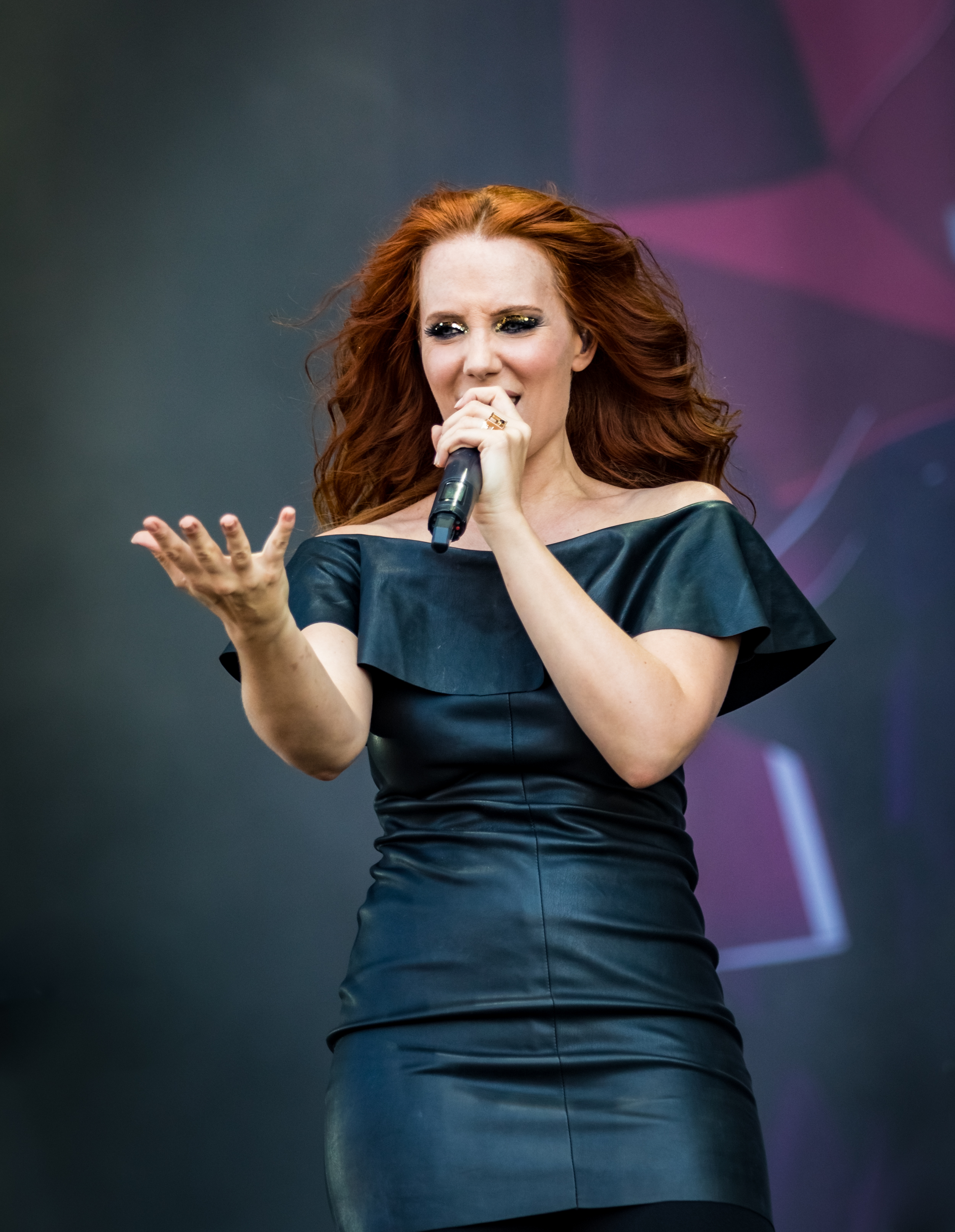
Simone Simons op Wacken Open Air (Duitsland), 2018

De band is ontstaan in april 2002 en werd compleet in oktober van datzelfde jaar, nadat gitarist Mark Jansen vertrok uit de band After Forever. Mark had aanvankelijk Helena Iren Michaelsen aangesteld als de zangeres, die al bekendheid had verworven als zangeres van Trail of Tears en inmiddels zingt in de band Imperia. Tussen Helena en de anderen klikte het niet en daarom moest de band wederom op zoek naar een vocalist. De nieuwe zangeres werd al gauw Simone Simons, een debutante die Mark kende van de After Forever chatsite. De band ging eerst van start onder de bandnaam Sahara Dust. Naar aanleiding van het album Epica van de groep Kamelot werd de bandnaam kort daarna veranderd in Epica. Mark omschrijft Epica op de dvd als een oord in het universum waar antwoorden liggen op de levensvragen. In juni 2003 verscheen het debuutalbum The Phantom Agony, opgenomen in de Gate Studio in Wolfsburg. In oktober 2004 verscheen het dvd-album We Will Take You with Us, naar aanleiding van het eerste album. In april 2005 verscheen het tweede muziekalbum Consign to Oblivion, waarvan Simone ook enkele teksten heeft geschreven.
In september 2005 verscheen hun derde album The Score. Dit album bevat de filmmuziek van de Nederlandse film Joyride en wijkt ietwat af van hetgeen Epica voorheen bracht. Dit album bevat vooral orkestrale nummers naast enkele bewerkingen van nummers van het album Consign to Oblivion.
In mei 2006 verscheen het foto-audioboek The Road to Paradiso. Daarin staat geschreven over het ontstaan, de doorbraak en het leven "on the road" van Epica.
Eind 2006 begon Epica met het opnemen van hun vierde album. Ze moesten hiervoor een drummer inhuren, aangezien Jeroen Simons uit de band gestapt was. Een (toen nog tijdelijke) vervangende drummer werd gevonden in Ariën van Weesenbeek van de Nederlandse deathmetalband God Dethroned. Voor de live-shows tot een vaste drummer is gevonden, stonden Koen Herfst, of Ariën, Epica bij. In december 2007 werd Ariën van Weesenbeek de nieuwe vaste drummer van Epica.
Voor het nieuwe album sloot Epica een deal met de grote Duitse platenmaatschappij Nuclear Blast. Het album The Divine Conspiracy werd in september 2007 op dit label uitgebracht. Dit album kwam in de top tien van de Nederlandse Album Top 100 terecht. De eerste single van dit album was Never Enough, deze single werd ook gepromoot door een videoclip.
Op 16 december 2008 maakte Ad Sluijter bekend de band te verlaten om zich meer toe te leggen op de productionele kant van het muziek maken. Een maand later werd de nieuwe gitarist van Epica bekend: Isaac Delahaye. In mei 2009 werd het livealbum The Classical Conspiracy uitgebracht, een registratie van een concert dat Epica samen met een orkest gaf in juni 2008 in Hongarije. Op 16 oktober 2009 kwam het vijfde studioalbum, Design Your Universe, uit.
Op 10 oktober van dat jaar speelde Epica in een uitverkocht Paradiso in Amsterdam en een week later zou tijdens het Metal Female Voices Fest een dvd worden opgenomen.
Begin oktober kwam ook de eerste single van Epica's nieuwe album uit, getiteld 'Unleashed'.
Yves Huts maakte begin 2012 bekend de band te verlaten, een vervanger was snel gevonden in Rob van der Loo.

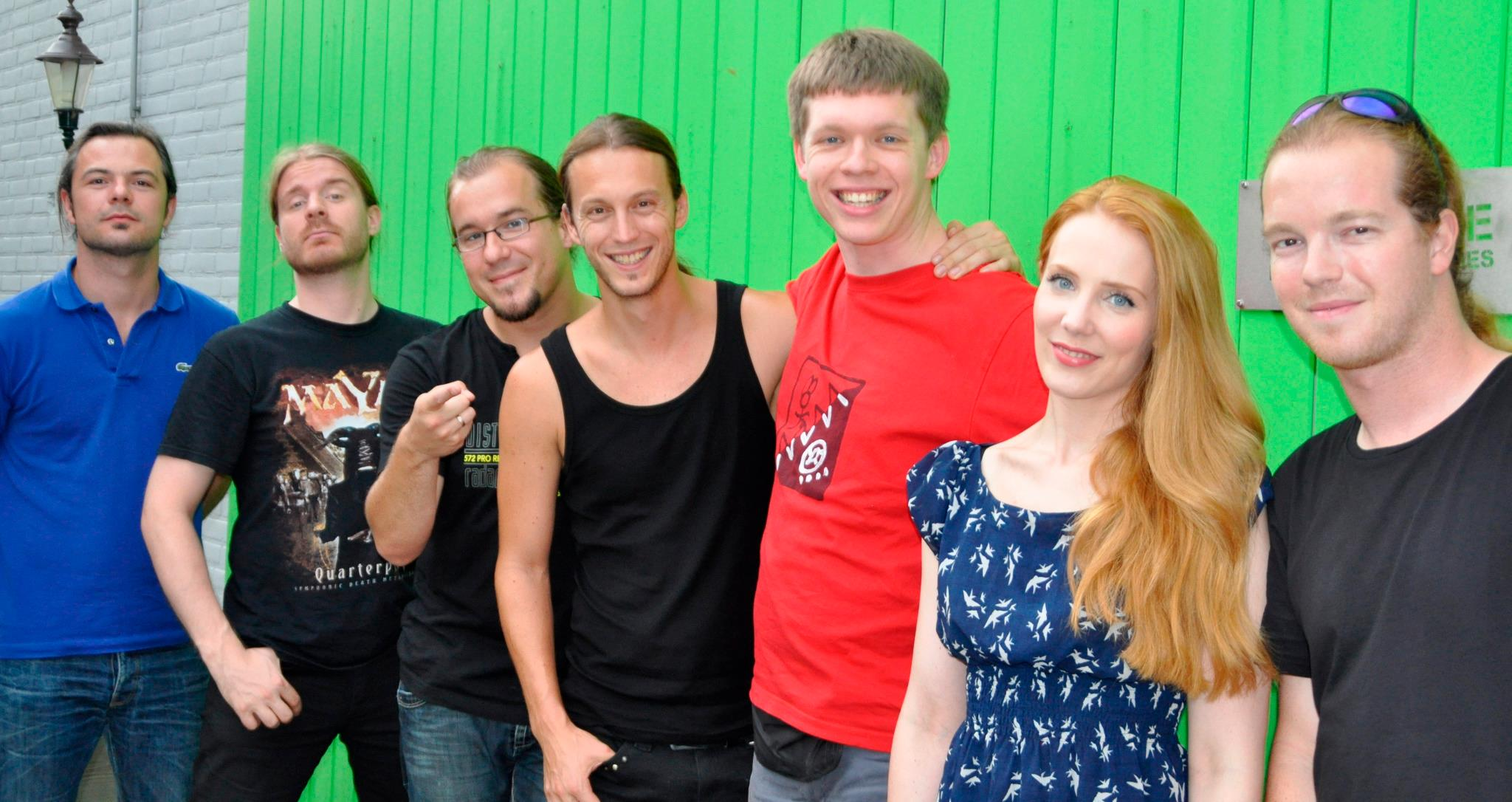
Ruurd Woltring & EPICA

Op 16 september 2012 verscheen de band in het nieuwe Nederlandse NTR-programma 'Niks te gek!', waarin presentator Johan Overdevest mensen met een verstandelijke beperking helpt hun wens in vervulling te laten gaan. Hiervoor ging de band met de autistische Ruurd Woltring de studio in om zijn zelfgeschreven lied met hem op te nemen, wat uiteindelijk resulteerde in Forevermore.
Op 23 maart 2013 gaf de band onder de noemer Retrospect een jubileumconcert in het Klokgebouw te Eindhoven, samen met een 70-koppig Hongaars orkest en een 30-koppig koor, waar ook "The Classical Conspiracy" mee opgenomen werd. Van Retrospect werd op 8 november 2013 een DVD uitgebracht, zoals tijdens het concert door toetsenist Coen Janssen bekendgemaakt werd.
Op 30 april 2014 werd het album The Quantum Enigma uitgebracht, dat met een liveshow werd gepresenteerd in 013 te Tilburg. Hierna volgde een tour door Europa, Azië, Afrika, Noord- en Zuid-Amerika. In totaal werden er 123 shows gespeeld. De wereldwijde tour werd afgesloten op 22 november 2015 in Eindhoven.
Op 30 september 2016 kwam het album The Holographic Principle uit. Het werd geproduceerd door Joost van den Broek en gemixt door Jacob Hansen. Op dit album is voor het eerst Mark Jansen afwezig als gitarist, hij voorziet alleen in grunts. De gitaren zijn gespeeld door Isaac Delahaye.
Op 1 september 2017 werd de ep The Solace System uitgebracht en bevat nummers die oorspronkelijk gepland waren voor het vorige album. De ep bevat zes nummers in samenwerking met diverse gastmuzikanten.
Op 20 december 2017 kwam de ep Epica vs Attack on Titan in Japan uit. Deze werd wereldwijd beschikbaar vanaf 20 juli 2018.
De band heeft ook een coverversie opgenomen van "Sacred & Wild", een nummer van de Duitse band Powerwolf, oorspronkelijk afkomstig van het album Preachers of the Night. Deze speciale Epica-versie verscheen op de "Communio Lupatum" van Powerwolf's nieuwe album The Sacrament of Sin, wat op 20 juli 2018 werd uitgebracht.
Op 26 februari 2021 kwam het album Omega uit. Op 29 april 2021 kondigde de band, ter ondersteuning van Omega, aan dat ze een livestream-evenement zouden uitvoeren met de titel Omega Alive, dat plaatsvond op 12 juni 2021. Op 3 december 2021 kwam dat evenement uit op cd/dvd/blu-ray.
Op 11 april 2025 wordt het nieuwe album Aspiral uitgebracht. Hierbij kondigde Epica ook een nieuwe tour aan in Europa en Latijns Amerika. Op 7 februari 2026 staat Epica in de Ziggo Dome.

## Discografie

### Albums en ep's
| Album met eventuele hitnotering(en) in de Nederlandse Album Top 100 | Datum van verschijnen | Datum van binnenkomst | Hoogste positie | Aantal weken | Opmerkingen |
| ------------------------------------------------------------------- | --------------------- | --------------------- | --------------- | ------------ | --- |
| The Phantom Agony                                                   | 05-06-2003            | 28-06-2003            | 54              | 5            | |
| We Will Take You with Us                                            | 30-09-2004            | 09-10-2004            | 62              | 3            | |
| Consign to Oblivion                                                 | 21-04-2005            | 30-04-2005            | 12              | 8            | |
| The Score - An Epic Journey                                         | 15-09-2005            | 24-09-2005            | 54              | 3            | |
| The Divine Conspiracy                                               | 07-09-2007            | 15-09-2007            | 9               | 5            | |
| The Classical Conspiracy (live in Miskolc, Hungary)                 | 08-05-2009            | 16-05-2009            | 23              | 4            | livealbum |
| Jägermeister Memory Stick                                           | 10-10-2009            | -                     | -               | -            | Deze stick, gesponsord door Jägermeister, werd uitgegeven aan de eerste 200 mensen in het publiek bij de uitgave van Design Your Universe in Paradiso. Het bevat het nummer Unleashed, de akoestische live versies van Tides of Time, Safeguard to Paradise en Solitary Ground en andere versies van Living a Lie en Sancta Terra |
| Design Your Universe                                                | 16-10-2009            | 24-10-2009            | 8               | 5            | |
| Requiem for the Indifferent                                         | 09-03-2012            | 17-03-2012            | 12              | 6            | |
| Retrospect                                                          | 08-11-2013            | 16-11-2013            | 7               | 2            | Livealbum |
| The Quantum Enigma                                                  | 30-04-2014            | 10-05-2014            | 4               | 5            | |
| The Quantum Enigma (Track Comentary)                                | 02-05-2014            | -                     | -               | -            | bevat uitleg over de nummers uit The Quantum Enigma |
| The Holographic Principle                                           | 30-09-2016            | 30-09-2016            | -               | -            | |
| The Solace System                                                   | 01-09-2017            | -                     | -               | -            | ep |
| Epica vs Attack on Titan Songs                                      | 20-12-2017            | -                     | -               | -            | ep, bevat 4 covers van nummers uit de televisieserie bij de gelijknamige manga Attack on Titan |
| The Holographic Principle (Track Comentary)                         | 19-03-2019            | -                     | -               | -            | bevat uitleg over de nummers uit The Holographic Principle |
| The Acoustic Universe                                               | 04-10-2019            | -                     | -               | -            | ep, met akoestische versies van nummers uit Design Your Universe |
| The Quantum Enigma - B-Sides                                        | 19-09-2020            | -                     | -               | -            | ep, bevat bonus-nummers en akoestische versies van enkele nummers uit The Quantum Enigma |
| Omega                                                               | 25-02-2021            | -                     | -               | -            | |
| Omegacoustic                                                        | 25-02-2021            | -                     | -               | -            | |
| Omega Alive                                                         | 03-12-2021            | -                     | -               | -            | |
| Live at Paradiso                                                    | 02-09-2022            | -                     | -               | -            | |
| The Alchemy Project                                                 | 11-11-2022            | -                     | -               | -            | |
| Live at the AFAS Live                                               | 06-10-2023            | -                     | -               | -            | ep, live |
| Aspiral                                                             | 11-04-2025            | -                     | -               | -            | |

| Album met hitnotering(en) in de Vlaamse Ultratop 200 albums | Datum van verschijnen | Datum van binnenkomst | Hoogste positie | Aantal weken | Opmerkingen |
| ----------------------------------------------------------- | --------------------- | --------------------- | --------------- | ------------ | ----------- |
| Consign to Oblivion                                         | 21-04-2005            | 07-05-2005            | 52              | 6            |             |
| The Divine Conspiracy                                       | 07-09-2007            | 22-09-2007            | 40              | 5            |             |
| The Classical Conspiracy (live in Miskolc, Hungary)         | 08-05-2009            | 16-05-2009            | 82              | 2            | livealbum   |
| Design Your Universe                                        | 16-10-2009            | 24-10-2009            | 66              | 3            |             |
| Requiem for the Indifferent                                 | 09-03-2012            | 17-03-2012            | 30              | 5            |             |
| The Holographic Principle                                   | 30-09-2016            | 30-09-2016            | 12              | -            |             |

### Compilatie-albums
| Album met eventuele hitnotering(en) in de Nederlandse Album Top 100 | Datum van verschijnen | Datum van binnenkomst | Hoogste positie | Aantal weken | Opmerkingen |
| ------------------------------------------------------------------- | --------------------- | --------------------- | --------------- | ------------ | ----------- |
| The Road to Paradiso                                                | 04-05-2006            | 13-05-2006            | 46              | 2            |             |
| The Singles Collection                                              | 14-05-2010            | -                     | -               | -            |             |
| Best of                                                             | 13-08-2013            | -                     | -               | -            |             |
| We Still Take You with Us - The Early years                         | 02-09-2022            | -                     | -               | -            |             |

### Singles
| Single met eventuele hitnotering(en) in de Nederlandse Top 40      | Datum van verschijnen | Datum van binnenkomst | Hoogste positie | Aantal weken | Opmerkingen |
| ------------------------------------------------------------------ | --------------------- | --------------------- | --------------- | ------------ | --- |
| The Phantom Agony                                                  | 29-10-2003            | -                     |                 |              | |
| Feint                                                              | 08-01-2004            | -                     |                 |              | |
| Cry for the Moon                                                   | 12-05-2004            | -                     |                 |              | |
| Solitary Ground                                                    | 12-05-2005            | -                     |                 |              | Nr. 46 in de Single Top 100                                                                                      |
| Quietus (Silent Reverie)                                           | 21-10-2005            | -                     |                 |              | Nr. 86 in de Single Top 100                                                                                      |
| Never Enough                                                       | 10-08-2007            | -                     |                 |              | |
| Chasing the Dragon                                                 | 27-06-2008            | -                     |                 |              | |
| Unleashed                                                          | 25-09-2009            | -                     |                 |              | |
| Martyr of the Free Word / From the Heaven of My Heart              | 30-10-2009            | -                     |                 |              | Naast Martyr of the Free Word van Epica staat ook From the Heaven of My Hear van Amorphis op de single           |
| This is the Time                                                   | 15-10-2010            | -                     |                 |              | |
| Storm the Sorrow                                                   | 03-02-2012            | -                     |                 |              | |
| Forevermore                                                        | 21-09-2012            | -                     |                 |              | Duet met Ruurd Woltring                                                                                          |
| Happiness                                                          | 05-10-2012            | -                     |                 |              | Komt van het compilatiealbum Acoustic Dance Sessions uit 2012. Het is een cover van Happiness door Alexis Jordan |
| Unleashed - taken from Retrospect                                  | 25-10-2013            | -                     |                 |              | |
| The Essence of Silence                                             | 14-03-2014            | -                     |                 |              | |
| Unchain Utopia                                                     | 04-04-2014            | -                     |                 |              | |
| Live at the AB                                                     | 06-09-2015            | -                     |                 |              | |
| Universal Death Squad                                              | 29-07-2016            | -                     |                 |              | |
| Edge of the Blade                                                  | 30-09-2016            | -                     |                 |              | |
| Fight Your Demons                                                  | 04-11-2016            | -                     |                 |              | |
| The Solace System                                                  | 23-06-2017            | -                     |                 |              | |
| Crimson Bow and Arrow                                              | 24-05-2018            | -                     |                 |              | |
| If Inside These Walls Was a House                                  | 21-06-2018            | -                     |                 |              | |
| Beyond the Matrix - The Battle                                     | 26-10-2018            | -                     |                 |              | Met het Metropole Orkest                                                                                         |
| Kingdom of Heaven                                                  | 26-09-2019            | -                     |                 |              | |
| Abyss of Time                                                      | 20-10-2020            | -                     |                 |              | |
| Freedom - The Wolves Within                                        | 27-11-2020            | -                     |                 |              | |
| Abyss 'O Time                                                      | 18-12-2020            | -                     |                 |              | De akoestische versie van Abyss of Time                                                                          |
| Rivers                                                             | 22-01-2021            | -                     |                 |              | |
| Omegacoustic                                                       | 15-02-2021            | -                     |                 |              | De akoestische versie van het nummer Omega                                                                       |
| The Skeleton Key                                                   | 03-05-2021            | -                     |                 |              | |
| Sensorium (Live at Paradiso)                                       | 03-06-2022            | -                     |                 |              | |
| The Last Crusade (Live at Paradiso)                                | 11-07-2022            | -                     |                 |              | |
| Unchain Utopia - Omega Alive                                       | 08-09-2021            | -                     |                 |              | |
| The Skeleton Key - Omega Alive                                     | 07-10-2021            | -                     |                 |              | |
| Kingdom of Heaven Part 3 - The Antediluvian Universe - Omega Alive | 03-11-2021            | -                     |                 |              | |
| Run for a Fall (Acoustic)                                          | 11-08-2022            | -                     |                 |              | |
| The Final Lullaby                                                  | 16-09-2022            | -                     |                 |              | Met Shining |
| The Great Tribulation                                              | 11-10-2022            | -                     |                 |              | Met Fleshgod Apocalypse                                                                                          |
| Rivers (feat. Apocalyptica) [Live at the AFAS Live]                | 09-03-2023            | -                     |                 |              | |
| Unleashed (Live at the AFAS Live)                                  | 06-06-2023            | -                     |                 |              | |
| Consign to Oblivion (Live at the AFAS Live)                        | 27-07-2023            | -                     |                 |              | |
| Beyond the Matrix (Live at the AFAS Live)                          | 31-08-2023            | -                     |                 |              | |
| Arcana                                                             | 13-11-2024            | -                     |                 |              | |
| Cross the Divide                                                   | 30-01-2025            | -                     |                 |              | |
| T.I.M.E.                                                           | 12-03-2025            | -                     |                 |              | |

## Bezetting

### Huidige leden
| Naam                 | Functie                        | Actief sinds |
| -------------------- | ------------------------------ | ------------ |
| Mark Jansen          | Slaggitaar, grunt, orkestratie | 2002 - heden |
| Simone Simons        | Zang                           | 2002 - heden |
| Coen Janssen         | Keyboards                      | 2002 - heden |
| Ariën van Weesenbeek | Drums, grunts                  | 2006 - heden |
| Isaac Delahaye       | Leadgitaar, achtergrondzang    | 2008 - heden |
| Rob van der Loo      | Basgitaar                      | 2012 - heden |

### Oud leden
| Naam                   | Functie   | Actief    |
| ---------------------- | --------- | --------- |
| Yves Huts              | Basgitaar | 2002-2012 |
| Jeroen Simons          | Drums     | 2002-2006 |
| Ad Sluijter            | Gitaar    | 2002-2008 |
| Helena Iren Michaelsen | Zang      | 2002      |